# Ольшанський (селище)
Ольшанський (рос. Ольшанский) — селище у Коченевському районі Новосибірської області Російської Федерації.
Входить до складу муніципального утворення Ліснополянська сільрада. Населення становить 44 особи (2010).

## Історія
Згідно із законом від 2 червня 2004 року органом місцевого самоврядування є Ліснополянська сільрада.

## Населення
| 2002 | 2007 | 2010 |
| ---- | ---- | ---- |
| 90   | ↘75  | ↘44  |